# Piper cordatilimbum
Piper cordatilimbum är en pepparväxtart som beskrevs av Eduardo Quisumbing y Argüelles. Piper cordatilimbum ingår i släktet Piper och familjen pepparväxter. Inga underarter finns listade i Catalogue of Life.